# 秋山肇
秋山 肇（あきやま はじめ、1931年12月25日 - ）は、日本の政治家。元自由民主党所属の参議院議員（1期）。

## 経歴
現在の東京都世田谷区出身。東京都立西高等学校を経て、1954年早稲田大学法学部卒。世田谷区で青年運動に身を投じ、1977年の東京都議会議員選挙に新自由クラブから立候補して初当選、3期務める。この間新自由クラブ都連幹事長などを務めた。1986年に新自由クラブを離党し、野末陳平の誘いを受け税金党に入り、参院選で比例区から立候補して当選した。税金党では幹事長を務めたが、その後1990年に税金党解散により、野末ら党所属の国会議員とともに自民党に入った。1992年の参院選で比例区から自民党公認で立候補していたが、名簿順位は24位と下位にランクされたため落選した。

## 元秘書
- 真鍋欣之（元都議会議員）[4]